# Andere Freiheiten
Andere Freiheiten (Originaltitel: Altri libertini) ist der Debütroman von Pier Vittorio Tondelli, der 1980 bei Feltrinelli veröffentlicht wurde. Auf Deutsch erschien das Werk in der Übersetzung durch Christoph Klimke und Rüdiger Oetke 1990 bei Rowohlt.
Der Roman ist Ausdruck einer ernüchterten, visionslosen Jugend, die das Lebensgefühl der späten 1970er Jahre widerspiegelt: die Enttäuschung, die Suche nach einer besseren Welt, ohne sich dabei politisch zu engagieren, die Perspektivlosigkeit und die Zuflucht in den exzessiven Drogenmissbrauch. 
In sechs unterschiedlich langen Erzählungen, die keinem gemeinsamen Geschichtsablauf unterliegen, aber dennoch eine thematische Einheit bilden, geht es um die Erlebnisse und Erfahrungen jugendlicher Außenseiter der Gesellschaft der 1970er Jahre um und in Bologna. Nur minimal in die bürgerliche Welt der Industrie- und Konsumgesellschaft integriert, ist das Leben der Jugendlichen gekennzeichnet von ständiger Unruhe und Mobilität, von Alkohol, von anderen Drogen und von Reisen als Mittel der Flucht aus dem tristen Alltag, der zu oft vom Gefühl der inneren Leere und der Orientierungslosigkeit bestimmt ist. Das Geld für Drogen beschaffen sie sich durch Prostitution, Dealerei und Gelegenheitsjobs. Sie trampen, besetzen Häuser und führen ein Leben in der Gegenwart. Die Ideale der 68er sind für sie nicht mehr relevant; sie protestieren nicht und klagen auch niemanden an. Auf der Suche nach Geborgenheit und Liebe stürzen sich die Protagonisten in oftmals homosexuelle Beziehungen und Abenteuer; verschiedenste Sexualpraktiken werden detailliert beschrieben. Neben der Thematisierung bisher tabuisierter Sujets widerspricht auch die Erzählweise des Romans herkömmlichen literarischen Konventionen.
Das Italien der 1970er und 1980er Jahre ist geprägt von zahlreichen sozialen Veränderungen. Besonders Jugendliche beginnen in dieser Zeit, sich an neuen Werten und alternativen Lebensformen zu orientieren. Individualität, Freiheit, Gleichberechtigung und Toleranz werden zu Schlagwörtern einer Jugendkultur, die sich nicht länger der staatlichen Autorität unterordnen möchte. Bei der Suche nach kulturellen Vorbildern und künstlerischer Inspiration ist den Jugendlichen dabei vor allem die rasante Entwicklung der Massenmedien behilflich, die besonders der amerikanischen Rock- und Popkultur eine bisher nicht dagewesene Bedeutung zukommen lässt. Zu dieser Zeit wird Pier Vittorio Tondellis Altri Libertini veröffentlicht, ein Roman, dessen Inhalt und Erzählstil für seine Zeit so innovativ und tabulos ist, dass es nur wenige Wochen nach seinem Erscheinen verboten wird. 
In Andere Freiheiten erkennt und verarbeitet Tondelli den Einfluss der neuen Medien, sowie den Zeitgeist seiner Generation und erzählt von den Erlebnissen ernüchterter Jugendlicher, die das Lebensgefühl der späten 1970er Jahre zum Ausdruck bringen. Tondelli bedient sich keiner wissenschaftlichen Konvention, um sein Anliegen in Altri Libertini darzulegen, seine Intention ist es nicht, die Masse zu erreichen oder die Kritiker von seinen Fähigkeiten zu überzeugen. Er macht etwas Wichtigeres: er erweckt Gefühle. Gefühle vor allem derjenigen, die das von ihm beschriebene Milieu kennen und deshalb verstehen. Erreicht wird dies unter anderem durch ein vielschichtiges Geflecht von intermedialen Bezügen, die einerseits auf die gegenkulturellen Bewegungen der 1960er und 1970er Jahre, andererseits auf die historische Avantgarde verweisen und somit dem Roman zu seinem starken Realitätsbezug verhelfen. Diese Wirklichkeitsnähe wird darüber hinaus durch die Verwendung realer Bezeichnungen, Orts- und Firmennamen noch verstärkt.